# Tahitipresse
Tahitipresse est un site web d'information quotidienne sur la Polynésie française. C'est par le biais de celui-ci que l'Agence tahitienne de presse (ATP) diffuse l'information de la Polynésie française à l'échelle nationale et internationale. Sa création a été annoncée le 4 janvier 2001 par Gaston Flosse, alors président du gouvernement de la Polynésie française.
Le site a cessé d'exister le 31 décembre 2011 à minuit, à la suite d'une décision du gouvernement de Polynésie française.
Depuis février 2025, le site tahitipresse.pf a été repris et publie de nouveau des articles d'actualité sur la Polynésie française.